# ジョン・ラボック
初代エイヴベリー男爵ジョン・ラボック（英: John Lubbock, 1st Baron Avebury PC DL FRS FRAI, 1834年4月30日 - 1913年5月28日 )は、イギリスの銀行家、政治家、生物学者、考古学者。

## 生涯
第3代準男爵サー・ジョン・ラボックの息子として生まれる。ラボックはイートン校で1845年から教育を受けた。卒業後、父の銀行に勤め（後にその銀行はクーツ銀行に合併された）、22歳で共同経営者となった。1865年に父が死去すると準男爵位を相続した。1870年と1874年にメイドストーン選挙区から自由党の下院議員に当選した。1880年に議席を失ったが、1872年以来彼が副学長を務めていたロンドン大学の支持者が当選した。彼は1871年の銀行休日法や1882年の古代モニュメント法を含む多数の法律の制定に関わった。1886年に自由党がアイルランド統治法のために紛糾すると、分裂した自由統一党に参加した。
ラボックは1879年の銀行家協会（Institute of Bankers）の初代理事長となった。1881年にはイギリス学術協会の会長、1881年から1886年までロンドン・リンネ学会の会長を務めた。1883年に銀行員孤児院（the Bank Clerks Orphanage）を設立した。1986年にそれは銀行員と元銀行員、および彼らの家族のための慈善団体、銀行員慈善財団:Bankers Benevolent Fundとなった。1884年に、のちに選挙改革協会となる比例代表制協会を設立した。
1887年に刊行された著書『The Pleasures of Life』は青年の修養書として明治時代から日本でも広く読まれ、官立学校の入学試験問題にも抜粋がよく使われた。

## 学術的経歴
1865年にラボックはおそらく19世紀にもっとも影響力を持った考古学のテキスト『前史時代:古代遺跡と、現代の未開人のマナーと習慣による描写（Pre-historic Times, as Illustrated by Ancient Remains, and the Manners and Customs of Modern Savages）』を執筆した。また石器時代を大きく二つにわけ、旧石器時代（Palaeolithic）と新石器時代（Neolithic）という用語を提案した。ラボックはいくつかの分野でアマチュアの生物学者であり、膜翅目に関する本『アリ、ミツバチとスズメバチ:社会的膜翅目の習性の観察記録』（1884）を書いている。また昆虫の感覚器とその発達について、動物の知性について、他の自然史のいくつかの話題についても本を書いた。彼はトマス・ヘンリー・ハクスリーのXクラブの9人の会員の一人でもあった。
ラボックはチャールズ・ダーウィンと幅広く交流した。ラボックの生家はケント州ダウンにあり、広大な敷地の隣にはダーウィンの住まいがあった。彼らはラボックがチスルハーストにいた1861-1865年を除いて隣人同士だった。ラボックは幼い頃からダーウィンと親しく、科学的思考や自然の探求の方法を学んだ。有名なサンドウォークを産出する土地をダーウィンに最初は貸し、後に売った。1882年にダーウィンが死去するとXクラブのメンバーはウェストミンスター寺院に埋葬するために奔走したが、ラボックは国会と経済界に働きかけた。
ラボックはオックスフォード大学、ケンブリッジ大学（そこで1886年に特別講義を行った）、エジンバラ大学、ダブリン大学、ヴュルツブルク大学から名誉学位を授与された。1878年に大英博物館の理事に選ばれた。1888年から1892年までロンドン商工会議所の理事長、1889年から1890年までロンドン市議会の副議長、それから1892年まで議長を務めた。
1890年に彼は英国枢密院の委員に任命された。1891年に新硬貨デザイン委員会の委員長を務めた。1900年1月にエイヴベリー男爵に叙されて貴族となった。第1回トーマス・ハックスリー記念賞受賞。

## 参考
- Hutchinson, H.G., 1914, Life of Sir John Lubbock, Lord Avebury. London.
- Grant Duff, U., 1924, The life-work of Lord Avebury. London: Watts & Co.
- Sir John.Lubbock in The Columbia Encyclopedia (Sixth Edition, 2001)
- Lubbock, J., 1865, Pre-historic times, as illustrated by ancient remains, and the manners and customs of modern savages. London: Williams and Norgate.
- Trigger, B.G., 1989, A history of archaeological thought. Cambridge: Cambridge University Press.
- この記事にはアメリカ合衆国内で著作権が消滅した次の百科事典本文を含む: Chisholm, Hugh, ed. (1911). “Avebury, John Lubbock, 1st Baron”. Encyclopædia Britannica (英語). Vol. 3 (11th ed.). Cambridge University Press. p. 51.
- Lubbock, J., 1887-89, The pleasures of life
- Patton, M. 1997, Science, politics & business in the work of Sir John Lubbock - a man of universal mind. London, Ashgate.